# Xi Ursae Majoris
Xi Ursae Majoris (ξ UMa / ξ Ursae Majoris) é um sistema estelar na constelação Ursa Maior. Possui o nome próprio de Alula Australis (antigamente Alula australis, e por vezes chamada incorretamente de Alula Australe significando "a estrela meridional de Alula". As palavras "Alula", "El Acola", and el-awla provém da frase arábica (al-Qafzah) al-Ūlā, que significa "o primeiro salto". Com a Nu Ursae Majoris, ambas foram chamadas de Hea Tae （下台）na astronomia chinesa.